# Coal Region

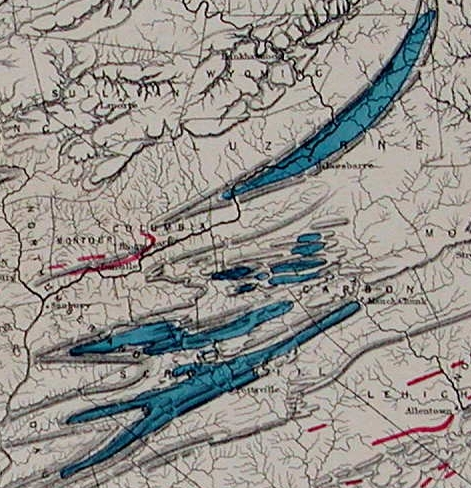
Giacimenti di antracite in Pennsylvania.

La Coal Region è un'area storicamente importante della Pennsylvania nordorientale nella parte centrale dei monti Appalachi, che comprende le contee di Lackawanna, Luzerne, Columbia, Carbon, Schuylkill, Northumberland e l'estremità nordorientale della Dauphin.
La comunità scientifica ha distinto i giacimenti di antracite della Pennsylvania in settentrionali e meridionali e quest'ultima in Geologia fisica è anche denominata Anthracite Uplands.
Nel censimento del 2010 la popolazione residente nella regione ammontava a 890 121 persone. Molti dei toponimi della regione traggono origine dai nativi Lenape (o Delaware, come venivano chiamati dagli europei) e dai Susquehannock, una popolazione irochese che dominò la valle del Susquehanna nel XVI e nel XVII secolo, quando coloni olandesi, svedesi e francesi, che esploravano il Nord America, fondarono insediamenti lungo la costa atlantica.
Nella Coal region, o Pennsylvania Anthracite region, si trovano i più vasti depositi di antracite delle Americhe, con una riserva stimata di 7 miliardi di tonnellate. Il nome della regione è dovuto alla presenza di questi depositi. La scoperta dell'antracite avvenne nel 1791 nella contea di Schuylkill ad opera di un cacciatore; 16 anni dopo fu aperta la prima miniera nel giacimento settentrionale.

## Geografia

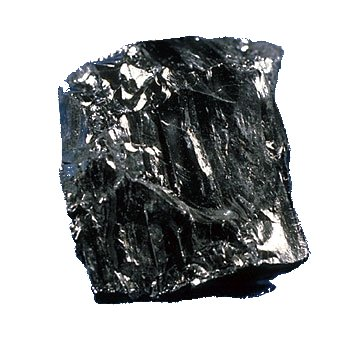
Antracite, o carbone duro.

La regione si trova a nord delle regioni della Lehigh Valley e della contea di Berks, a sud delle Endless Mountains, a ovest delle Pocono Mountains e a est della regione della Pennsylvania nota con il nome di valle Susquehanna. Essa è ubicata sul margine settentrionale degli Appalachi Ridge-and-Valley e deve il suo nome ai vasti depositi di antracite che si trovano in molte delle valli della regione. La Wyoming Valley è fra queste valli la più densamente popolata e in essa si trovano le città di Wilkes-Barre e Scranton. Hazleton e Pottsville sono due delle maggiori città della parte meridionale della regione. I fiumi Lehigh e Schuylkill nascono entrambi all'interno della regione, mentre il più ampio Susquehanna costeggia il margine settentrionale.

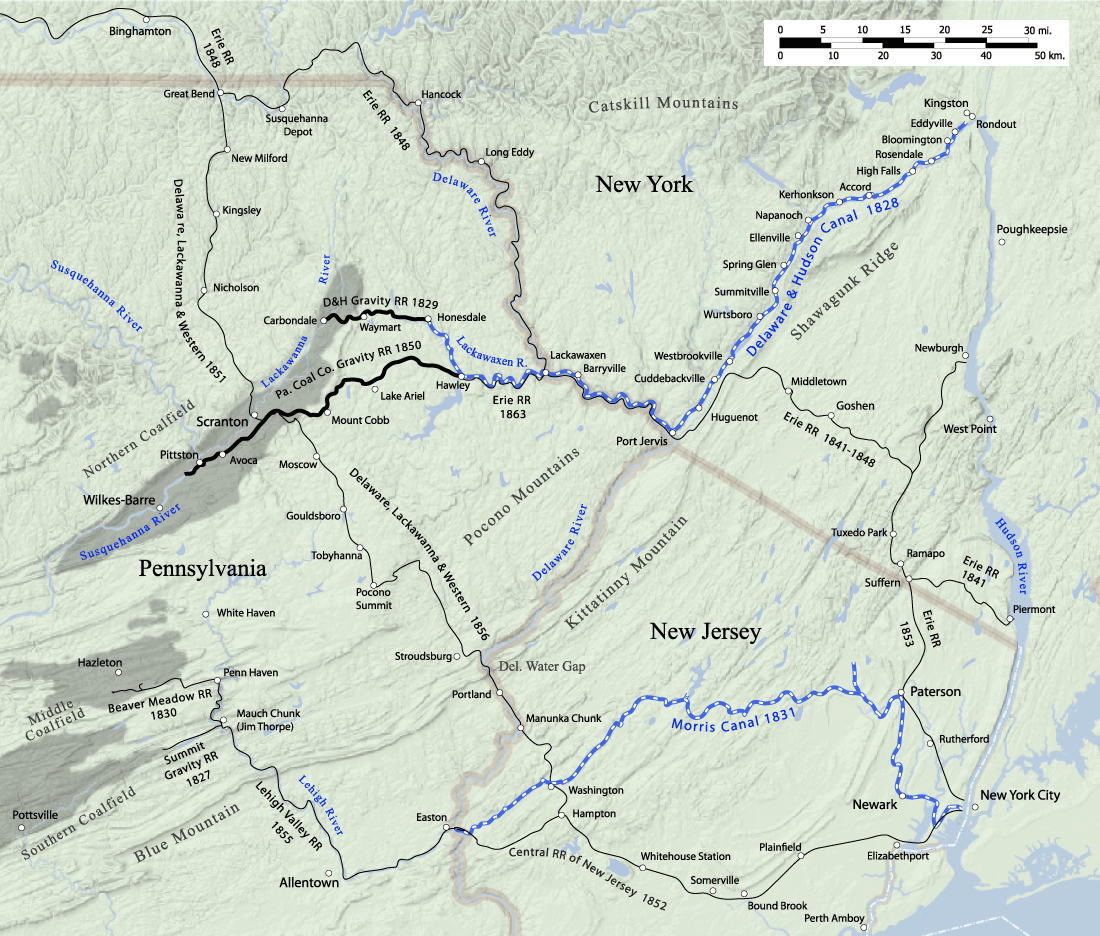
La via del denaro, dal North Coal Field a New York City; a fianco di questo percorso della Delaware and Hudson Railroad, la stessa società realizzò nel 1828 il canale.

## Storia
La popolazione della tribù amerindia Susquehannock si ridusse del 90% nei tre anni in cui vi furono epidemie e forse una guerra, rendendo disponibile la valle del Susquehanna e tutta la Pennsylvania all'insediamento dei coloni; la tribù comunque non scomparve completamente e i sopravvissuti furono annessi ai quasi nemici, ma correlati Irochesi mediante un trattato formale del 1870.
L'insediamento nella regione è anteriore alla Rivoluzione Americana: la forza sia dei Delaware sia dei Susquehannock fu messa a male sia dalle malattie e dalla guerriglia tra Indiani prima che i Britannici si impadronissero delle colonie olandesi e svedesi e colonizzassero la Pennsylvania. 
La prima scoperta dell'antracite avvenne nel 1762 e la prima miniera fu aperta nel 1775 vicino a Pittston, in Pennsylvania. Nel 1791 l'antracite fu scoperta da un cacciatore in cima allo Pisgah Ridge e, nel 1792, la Lehigh Coal Mining Company iniziò sporadicamente a produrre e a spedire carbone a Filadelfia dal Southern Anthracite Field e da Summit Hill, villaggio edificato sulla cresta tra la contea di Schuylkill e quella che sarebbe poi divenuta la contea di Carbon, passando per Mauch Chunk.
Nel 1818 i clienti, profondamente insoddisfatti della pessima e incostante gestione della società, presero in gestione la Lehigh Coal Mining Company e fondarono la Lehigh Navigation Company: ben presto fu iniziata la costruzione di chiuse e dighe per la navigazione sui tratti con rapide del fiume Lehigh (in seguito queste opere divennero note con il nome di Lehigh Canal, completato nel 1820).
Nel 1822 le due società si fusero, formando la Lehigh Coal & Navigation Company (LC&N), e verso il 1824 erano notevoli i volumi di carbone spedito lungo i canali del Lehigh e del Delaware.
Nel frattempo, tre fratelli ebbero idee simili verso la fine del secolo e, all'incirca nello stesso periodo iniziarono a estrarre carbone a Carbondale, 24,1 km a nordest di Scranton, ma a una quota sufficientemente elevata da poter esercire una ferrovia a gravità fino al fiume Delaware e poter così rifornire New York tramite il Delaware e l'Hudson.
La Pennsylvania iniziò la realizzazione del Delaware Canal per collegare il Lehigh Canal a Filadelfia e dintorni, mentre finanziava la costruzione di un canale attraverso i monti Allegani degli Appalachi fino a Pittsburgh. Nel 1827 la LC&N costruì la seconda ferrovia nella regione, una ferrovia a gravità che andava dalla Mauch Chunk Switchback Railway, attraverso Summit Hill fino a Mauch Chunk.
La popolazione crebbe rapidamente nel periodo subito seguente alla Guerra civile americana, con l'espansione di miniere e industrie ferroviarie. Gli immigranti inglesi, gallesi, irlandesi e tedeschi costituivano una gran parte di questo incremento, seguiti da immigranti polacchi, slovacchi, ruteni, ucraini, ungheresi, italiani, russi e lituani. L'influenza di queste popolazioni migranti è ancora fortemente avvertita nella regione, con varie città che hanno pronunciati tratti fisici etnici e una cucina tradizionale.
L'industria di estrazione mineraria dell'antracite fiorì sulla regione, fino al suo declino avvenuto negli anni 1950. Miniere di superficie e fuochi rimangono visibili nella regione. La zona fu teatro di diversi episodi violenti nella storia del lavoro salariato negli Stati Uniti, spiccano il massacro Lattimer e l'attività dei Molly Maguires.
Il disastro della miniera Knox nel 1959 fu fatale all'industria mineraria in profondità; in seguito quasi tutta l'antracite fu estratta in superficie. Sono presenti diversi villaggi di minatori, legati a una singola miniera. Questi villaggi, con meno di 500 abitanti, erano di proprietà della società mineraria. Molti di essi sopravvivono, anche dopo la fine dell'attività mineraria. Uno di essi, l'Eckley Miners' Village, è visitabile come museo.

## Persone illustri della Coal Region
- Nick Adams - attore
- Joe Biden - presidente degli Stati Uniti
- David Bohm - fisico quantistico.
- George Bretz (1842-1895) - fotografò la Coal Region
- Les Brown - musicista jazz
- Ben Burnley - cantante leader della rock band Breaking Benjamin
- P.J. Carlesimo - allenatore professionista di basket
- Robert P. Casey - ex governatore della Pennsylvania
- Bob Casey, Jr. - senatore degli Stati Uniti
- George Catlin - artista
- Jimmy Dorsey - clarinettista e sassofonista jazz e direttore di big band
- Tommy Dorsey- trombonista jazz e direttore di big band
- Ellen Albertini Dow - attrice
- Howard Gardner - scienziato, scrittore
- James Maurice Gavin - generale dello United States Army
- Henry Hynoski - giocatore professionista di football
- Jane Jacobs - sociologa, scrittrice
- Russell Johnson - attore
- Edward Bok Lewis - scienziato vincitore del Premio Nobel
- Joseph L. Mankiewicz - regista cinematografico, produttore e sceneggiatore
- Richard Marcinko - ufficiale dei Navy seal, scrittore
- Mary McDonnell - attrice
- Gerry McNamara - giocatore di basket, Università di Syracuse.
- Jason Miller - attore, drammaturgo vincitore del Premio Pulitzer
- Mike Munchak - allenatore e giocatore di football americano
- Amedeo Obici - fondatore della Planters Peanuts Company
- John O'Hara - scrittore
- Jack Palance - attore
- William Daniel Phillips - scienziato vincitore del Premio Nobel
- Joe Pisarcik - ex quarterback della NFL
- Robert Reich - ex Segretario del Lavoro degli Stati Uniti
- Paul William Richards - ex astronauta
- Conrad Richter - scrittore
- Victor Schertzinger - compositore, regista cinematografico, produttore e sceneggiatore
- Burrhus Frederic Skinner - psicologo, ideatore del Comportamentismo Radicale, professore ad Harvard, scrittore
- Bob Sura - giocatore di basket NBA
- Charley Trippi - giocatore di football che giocò per i Pittston Patriots